# Union nationale des associations de parents d'enfants déficients auditifs
L'Union Nationale des Associations de Parents d'Enfants Déficients Auditifs est une association a but non lucratif qui a pour buts :
- L’information et la formation des parents par rapport à la surdité de leurs enfants
- Les réponses en termes d’accompagnement scolaire essentiellement à travers les SSEFIS
- Les réponses en termes d’accompagnement universitaire (pôles de soutien à l’intégration des étudiants)
- Les réponses en emploi, en formation professionnelle et dans la vie sociale en général

## Historique
L'Union Nationale des Associations de Parents d'Enfants Déficients Auditifs a été créée le 13 mars 2004.
Chaque année, les Journées Familiales de l'UNAPEDA sont organisées avec des thèmes différents et se déroulant dans des régions différentes :
- 2004 : Questembert (Bretagne) : Réflexion autour de l’orientation professionnelle initiale et continue
- 2005 : Vassivières (Limousin) : Réflexion autour de la loi du 11 février 2005 pour l’égalité des droits et des chances, la participation et la citoyenneté des personnes handicapées,
- 2006 : Chemere (Pays de La Loire) : Accès à la vie culturelle et aux loisirs, accès à la scolarité, accès aux études supérieures, accès à la vie professionnelle en milieu ordinaire
- 2007 : La Grande Motte (Languedoc) : Accès aux pratiques culturelles et sportives
- 2008 : Granville (Normandie) : Famille et Surdité
- 2009 : Saint Hilaire de Rietz (Vendée) : Les Nouvelles Technologies et la prise en charge de la surdité

## Associations adhérentes
L'Union Nationale des Associations de Parents d'Enfants Déficients Auditifs compte actuellement plusieurs associations adhérentes :
| Association    | Localisation                          | Nom complet                                                         | Lien externe |
| -------------- | ------------------------------------- | ------------------------------------------------------------------- | ------------ |
| ADAPEDA 49     | Saint-Léger-des-Bois (Maine et Loire) |                                                                     |              |
| ADAPEDA 85     | La Roche sur Yon (Vendée)             |                                                                     |              |
| ADEPEDA 22     | St Brieuc (Cotes d’Armor)             |                                                                     |              |
| ADEPEDA 29     | Brest (Finistère)                     |                                                                     |              |
| ADEPEDA 35     | Rennes (Ille-et-Vilaine)              |                                                                     |              |
| ADEPEDA 56     | Vannes (Morbihan)                     |                                                                     |              |
| ADPEPDA 62     | Arras (Pas de Calais)                 |                                                                     |              |
| AFDA           | Brest (Finistère)                     |                                                                     |              |
| AMEIS          | Fort de France (Martinique)           |                                                                     |              |
| APEDA 17       | La Rochelle (Charente Maritime)       |                                                                     |              |
| APEDAHN        | Rouen (Haute Normandie)               |                                                                     |              |
| APEM JP        | Quimper (Finistère)                   |                                                                     |              |
| APEMRD         | Dunkerque (Nord)                      |                                                                     |              |
| APPEHS         | Pirae (Polynésie)                     | Association Polynésienne de Parents d’Enfants Handicapés Sensoriels |              |
| APS            | Nouméa (Nouvelle-Calédonie)           |                                                                     |              |
| ARIADA         | Rouen/Caen (Haute et Basse Normandie) |                                                                     |              |
| ARIEDA         | Montpellier (Languedoc Roussillon)    |                                                                     |              |
| ARPEDA         | Languedoc Roussillon                  |                                                                     |              |
| ARPEDA Réunion | St Denis (Ile de la Réunion)          |                                                                     |              |
| URAPEDA        | Bretagne Rennes (Ille-et-Vilaine)     |                                                                     |              |
| URAPEDA        | Nantes (Pays de Loire)                |                                                                     |              |